# 作業風險
作業風險是指所有因內部作業、人員及系統之不當與失誤，或其他外部作業與相關事件，所造成損失之風險，其中包括「法律風險」，但排除策略風險及聲譽風險。尤其近年来在银行界通过新巴塞爾資本協定对银行资本的规定作業風險的重要性获得提高。
根据新巴塞爾資本協定的规定在计算机银行必须拥有的股東權益时除信用風險和市場風險外还要顾及作業風險。

## 定义
过去的定义描写哪些风险不属于作業風險，并且把已知的风险加在一起，而最后无法解释的剩余被称为作業風險。现在这个定义已经被看作是过时的了，因为在这个剩余风险中也包括其它風險。
通过对新巴塞爾資本協定的讨论作業風險获得了一个新的定义。巴塞尔银行监控机构对作業風險的定义为“因內部作業、人員及系統之不當與失誤，或其他外部作業與相關事件，所造成損失之風險，其中包括法律風險，但排除策略風險及聲譽風險”。
由“人”造成的损失包括企业职工故意造成的（这里包括所有贪污）。非故意造成的损失则属于“内部作业”或者“系统”产生的，这里比如包括由于误解造成的损失。由“外部作业”所造成的损失包括由于基础设施失效、自然灾害、外部人员贪污（比如抢劫）等造成的损失。
作業風險是一个可以精确定义的真正企业作业与理论企业作业结果之间的差。
最重要的是担风险者要认识到造成损失的事件。

## 例子
最著名的作业风险导致的损失是霸菱银行交易员尼克·李森的例子。他导致12亿欧元的损失的原因之一是他既可以进行股票交易，又为后台管理系统负责。由于他一开始的成绩企业领导给予他非常大的自由，即使在已经出现损失的情况下也没有监察他的买卖过程。

## 与信用风险的界限
作業風險有时很难与其它风险分开来。其中最难分的是信用风险。也就是说由于作业风险可能导致贷款损失。这可能是由于内部也可能是由于外部起因导致的。比如：
- 职员错误：记录、向不存在的客户发放贷款来贪污，等等
- 系统错误：不成熟的管理风险的工具
- 内部过程：发放贷款的交管过程有问题
- 外部原因：提交错误的营业数据等

在实践中涉及到信用的作业风险很难与经典的信用风险区分开来，因为两者都会导致贷款损失，因此这里需要仔细研究原因。这里最重要的问题是贷款损失是因为信用下跌（信用风险）导致的还是不是（作业风险）。

## 方法
新巴塞爾資本協定的要求很广义：“银行监督机关必须保证银行有适应于其营业范围的内部监察。其中包括精确的下放权力和工作范围的规则，处理银行的责任、使用钱币和检查资产和负债的功能必须分离，这些功能必须互相链接，资产必须得到保证，此外需要有适应的内部和外部检查和守规功能来监督这些规则……”
更精确的要求有：“监督机关必须关注银行领导有效地保障内部监察和审查规则。此外企业政策基础应该尽量减少作业风险。银行监督机关必须保障银行拥有适当的和经过试验确证可行的措施来使得其所有重要的电脑系统重新启动以及其所有重要的电脑系统可以转移到另一个地点来确保可以抵挡系统故障。”

### 保险产品
在进行风险经营的时候可以使用对作業風險进行保险的保险产品。

## 测量方法
按照新巴塞爾資本協定作業風險是一个可以尽量体现出赢利和风险的数字，这个数字是最低股東權益。新巴塞爾資本協定定义了不同的计算这个数字的方法。
这些不同的方法根据其复杂性不断提高：基本指標法、標準法、進階衡量法。基本指標法计算一个对于整个公司的数字，標準法计算各个不同业务部门以及其相应的风险系数。对于这两个方法来说新巴塞爾資本協定已经给出了相应的公式。進階衡量法则给予银行比较大的自由度来使用它们自己的测量方法来计算它们的作业奉献。此外标准法和進階衡量法可以结合使用。对于来者来说由于它们的灵活性在计算的时候有相当的基本要求，只有在这些要求得到满足的情况下计算结果才有效。
总的来说由于复杂的方法复杂性和风险敏感性高，因此其要求也高，但是同时它们也可以减少作业风险。
在实际应用中数据基础是这些高级手段最大的困难。几乎在所有的银行中都没有足够长的数据历史来计算作业风险。因此新巴塞爾資本協定要求银行使用外部数据。这些外部数据库可以从专业分析媒体新闻的商业供应者买来，也可以通过银行之间的合作和互相交换损失数据获得。